# Jack Kilby
Jack St. Clair Kilby (n. 8 noiembrie 1923, Jefferson City, Missouri, SUA – d. 20 iunie 2005, Dallas, Texas, SUA) a fost un inginer american, laureat al Premiului Nobel pentru Fizică în anul 2000, pentru inventarea circuitului integrat (în 1958, pe când lucra la Texas Instruments), respectiv al "tipăririi la cald", tehnică de tipar cunoscută în limba engleză ca thermal printing.. Kilby a primit jumătate din premiu, cealaltă fiind împărțită de Herbert Kroemer și Jores Ivanovici Alfiorov.